# Microregiunea Marcali
Microregiunea Marcali (în maghiară Marcali kistérség) a fost o microregiune statistică (kistérség) din județul Somogy, Ungaria.
Cu o populație de 34.799 locuitori și o suprafață de 922,5 km2, aceasta a existat până în 2014, când în Ungaria, microregiunile ”kistérségek” au fost înlocuite de districte (járások).